# Bulbophyllum lamingtonense
Bulbophyllum lamingtonense är en orkidéart som beskrevs av David Lloyd Jones. Bulbophyllum lamingtonense ingår i släktet Bulbophyllum och familjen orkidéer.
Artens utbredningsområde är Queensland. Inga underarter finns listade i Catalogue of Life.